# Partit Comunista Unit
El Partit Comunista Unit (PCU; rus: Объединённая коммунистическая партия; ОКП Объединённая коммунистическая партия; Ob'yedinonnaya kommunisticheskaya partiya, OKP) és un partit comunista de Rússia creat al congrés fundacional a Moscou el 15 de març de 2014.

## Història
El març de 2014, 91 delegats (incloent 28 dones) de 46 regions russes van participar al Congrés. La mitjana d'edat dels delegats del Congrés era de 40 anys. Entre els delegats del Congrés hi havia membres de l'Associació Interregional de Comunistes, del Front d'Esquerres, el Partit dels Obrers Revolucionaris, el Partit Comunista Obrer Rus, de les Joventuts Comunistes, sindicalistes i no militants.
El Congrés va aprovar el programa i la Carta de la UCP, els símbols del partit i va ser escollit Vladimir Lakeev (Moscou) com a primer secretari del Comitè Central. Poc després, a l'agost de 2015, van patir la seva primera escissió per part dels membres del Partit dels Obrers Revolucionaris, considerant un error el posicionament de suport cap a les Repúbliques Populars de Donetsk i Luhansk, mentre que al seu torn el PCU els va acusar d'oportunistes que no cercaven la unitat si no el reclutament de membres aprofitant l'espai.
Per altra banda, al 2018 van aconseguir sumar les organitzacions de Rússia Laborista i Nou Moviment Comunista, a més de proposar formalment la unificació entre el PCU i el PCOR, malgrat no va reeixir inicialment. A partir del 2020 es van intensificar el contactes entre els dos partits, que continuen fins a data d'avui.
En anys posteriors han aconseguit alguns diputats regionals (Khakàssia) i municipals (municipis de Moscou, Tver i Penza).